# Mycomya portoblest
Mycomya portoblest är en tvåvingeart som beskrevs av Coher 1959. Mycomya portoblest ingår i släktet Mycomya och familjen svampmyggor. Inga underarter finns listade i Catalogue of Life.